# Éamon Ó Cuív
Éamon Ó Cuív (Dublín, 23 de juny del 1950) és un polític irlandès del Fianna Fáil. Ha estat Teachta Dála (TD) per la constituència de Galway Oest des de 1992 i abans membre del Seanad Éireann.
Durant aquest temps ha ocupat diveses carteres ministerials, incloses la de ministre d'Estat al Departament d'Arts, Patrimoni, Gaeltacht i les Illes, ministre pels afers comunitaris, rurals i Gaeltacht i Ministre per a la Protecció Social. Fou breument ministre de defensa i Ministre de Medi Ambient, Comunitat i Afers Locals en 2011; això es va produir a causa de la dimissió de Tony Killeen i John Gormley respectivament.
Alhora intentà disputar el lideratge del Fianna Fáil després de la dimissió de Brian Cowen, però fou derrotat per Micheál Martin. Martin nomenà Ó Cuív líder adjunt del Fianna Fáil després de la mort de Brian Lenihan, Jr. Tanmateix, Ó Cuív dedixà el càrrec el 29 de febrer de 2012 per oposar-se a la postura del seu partit en el Pacte Fiscal Europeu.

## Primers anys
Ó Cuív és el fill de Brian Ó Cuív, professor d'estudis cèltics a l'University College Dublin, i Emer de Valera, última filla supervivent del fundador del Fianna Fáil i antic President d'Irlanda Éamon de Valera, morta als 93 anys en febrer de 2012. És nebot de l'antic TD, Vivion de Valera i cosí de l'antic ministre d'Arts, Patrimoni, Gaeltacht i les illes Síle de Valera, i del jutge Aindrias Ó Caoimh.
Va néixer a Dublín i va estudiar a l'Oatlands College de Dublín i a l'University College Dublin. Abans d'entrar en política fou l'encarregat de la Cooperativa Gaeltacht, empresa encarregada de serveis agraris inclosos molteria de fusta, turisme i desenvolupament cultural.

## Carrera política

### Política nacional
Ó Cuív es presentà per primer cop a les Eleccions al Dáil Éireann de 1987 per la constituència de Galway Oest a les llistes del Fianna Fáil però no fou escollit. Va millorar els resultats a les Eleccions al Dáil Éireann de 1989, però tampoc fou escollit.
Fou escollit en el 19è Seanad pel Panel Cultural i Educacional. Hi va servir fins que fou escollit a les Eleccions al Dáil Éireann de 1992 com a TD del Fianna Fáil per Galway Oest, escó que va renovar a les Eleccions al Dáil Éireann de 1997, 2002 i 2007.
En 1994 Ó Cuív va provocar controvèrsia amb alguns cercles del Fianna Fáil quan va defensar un retorn condicional a la Commonwealth com un gest als unionistes d'Irlanda del Nord.

### Carrera ministerial
El 1997 (en l'obertura del 28è Dáil) fou nomenat ministre d'Estat al Departament d'Arts, Patrimoni, Gaeltacht i les Illes, servint sota el seu cosí Síle de Valera, ministre del Department. Després de les eleccions de 2002 fou nomenat adjunt al Departament de Comunitat, Igualtat i Afers Gaeltacht.
Va demanar públicament el "No" en el primer referèndum al Tractat de Niça. Aquesta decisió pública provocà controvèrsia entre els seus comapnys de partit que havien demanat votar "Sí".
És acreditat com a responsable de l'actual Llei de Llengües Oficials, que va donar lloc a una oficina de l'An Coimisinéir Teanga.
Ó Cuív fou el centre de la controvèrsia fou el nom oficial d'An Daingean / Dingle, una petita vila Gaeltacht a l'oest del comtat de Kerry. Els residents de la ciutat convocaren un plebiscit en novembre de 2006 per a determinar quina versió del nom havia de ser usada. Ó Cuív va dir d'antuvi que respectaria la decisió dels locals, però després va dir que el nom no podia ser canviat a Dingle, seguint el consell de l'oficina del Fiscal General d'Irlanda.
En 2007, Ó Cuív va reclamar novament el retorn d'Irlanda a la Commonwealth com a membre de ple dret per tal de reclamar la devolution d'Irlanda del Nord i la trobada de l'Associació Parlamentària de la Commonwealth a Belfast.
El 23 de març de 2010, després d'una reorganització del gabinet, fou nomenat Ministre de Protecció Social. Després de la dimissió de Tony Killeen el gener de 2011, Ó Cuív també fou nomenat ministre de defensa, i fou nomenat Ministre de Medi Ambient, Comunitat i Govern Local després de la dimissió de John Gormley. Pel 22 de gener de 2011, després de la dimissió del cap del Fianna Fáil Brian Cowen, Ó Cuív mostrà el seu desig de ser candidat al lideratge del Fianna Fáil. Això fou confirmat per les notícies de TG4.

### Oposició
Ó Cuiv fou el portaveu del Fianna Fáil a Comunicacions, Energia i Recursos Naturals després que el Fianna Fáil va perdre les eleccions al Dáil Éireann de 2011. El 8 d'agost de 2011 el líder del partit Micheál Martin nomenà Ó Cuiv líder adjunt del Fianna Fáil, substituint Brian Lenihan.
El 29 de febrer de 2012 Ó Cuív dimití com a líder adjunt del Fianna Fáil i portaveu de Comunicacions disconforme amb la posició del seu partit en el Referèndum pel Pacte Fiscal Europeu. El líder del Fianna Fáil Micheál Martin afirmà que Ó Cuív podria fer front a l'expulsió del grup parlamentari si no votava amb el partit el Pacte Fiscal en el Dáil. Una setmana abans de la conferència del partit la dimissió d'Ó Cuív provocà l'escissió de la meitat del Fianna Fáil.
Pel 12 de juliol de 2012 Ó Cuív fou nomenat pel Fianna Fáil portaveu d'Agricultura, Alimentació i Afers de la Comunitats. El càrrec de líder adjunt no fou assignat en la reestructuració.